# Польский военный контингент в Афганистане
Польский военный контингент в Афганистане (пол. Polski Kontyngent Wojskowy w Afganistanie) — соединение вооружённых сил Польши, созданное в 2001-2002 годы. В 2002 - 2014 гг. действовало в составе сил ISAF.

## История
22 ноября 2001 года правительство Польши выступило с заявлением, что по просьбе США присоединяется к войне против терроризма и польские войска примут участие в боевых действиях в Афганистане. После завершения трёхмесячной подготовки сводного подразделения из 300 военнослужащих, 16 марта 2002 года первые польские подразделения прибыли в Афганистан и были размещены на базе "Белый орёл" (Camp White Eagle) в Баграме. В дальнейшем, численность польских войск была увеличена.
16 августа 2007 года польские военнослужащие открыли огонь из гранатомета и пулемётов по деревне Нангар-Хель, в результате были убиты шестеро безоружных афганцев (мужчина, две женщины и трое детей), ещё двое умерли позднее от полученных ранений. После убийства польские солдаты засняли сцену расправы на видеокамеру.
20 октября 2008 года зоной ответственности польского контингента стала провинция Газни.
31 июля 2009 года в районе Кабула был обстрелян с земли и совершил аварийную посадку вертолёт Ми-24В армейской авиации Польши. Из находившихся на борту девяти военнослужащих польского контингента никто серьёзно не пострадал. Повреждённый вертолёт впоследствии был списан.
3 декабря 2009 года сразу после взлёта с польской военной базы в провинции Газни разбился вертолёт Ми-24В армейской авиации Польши. На борту находилось 3 члена экипажа и 7 военнослужащих польского контингента. Серьёзно пострадавших в результате происшествия не было, но вертолёт получил сильные повреждения и был признан не подлежащим восстановлению.
26 января 2011 года во время взлёта с польской военной базы в провинции Газни упал и загорелся вертолёт Ми-24В армейской авиации Польши. Вероятная причина крушения — техническая неисправность. Признан не подлежащим восстановлению. Находившиеся на борту четыре члена экипажа и военнослужащий США не пострадали.
По состоянию на 1 августа 2013 года, численность контингента составляла 1177 военнослужащих.
В 2014 году началось сокращение войск, и к 10 июня 2014 года польский контингент был в основном выведен из Афганистана.
28 декабря 2014 года командование НАТО объявило о том, что операция "Несокрушимая свобода" в Афганистане завершена. Тем не менее, боевые действия в стране продолжались и иностранные войска остались в стране - в соответствии с начатой 1 января 2015 года операцией «Решительная поддержка», хотя общая численность войск НАТО (в том числе, контингента Польши) была уменьшена.
В июле 2018 года общая численность польского военного контингента составляла 315 военнослужащих, в дальнейшем их количество было увеличено.
В июне 2020 года численность военного контингента Польши составляла 350 военнослужащих.
14 апреля 2021 года президент США Джо Байден объявил о планах начала вывода американских войск из Афганистана в мае 2021 с завершением этого процесса к 11 сентября 2021 года. В этот же день решение о выводе войск «в течение нескольких следующих месяцев» приняли страны НАТО. 30 июня 2021 года Польша завершила эвакуацию войск и участие в операции.
15-16 августа 2021 года силы талибов заняли Кабул, и 19 августа 2021 правительство Польши приняло решение отправить в Афганистан «до 100 военнослужащих», самолёты ВВС и зафрахтованные самолёты гражданской авиации для эвакуации оставшихся в стране граждан Польши, иностранных граждан и ранее сотрудничавших с польскими войсками афганцев из международного аэропорта в Кабуле. Всего до окончания операции после террористического акта 26 августа 2021 года было совершено 14 авиарейсов, которыми были вывезены около 900 человек (граждане Польши и афганцы).

## Результаты
В общей сложности в войне в Афганистане приняли участие свыше 33 тыс. военнослужащих и гражданских специалистов вооружённых сил Польши.
В Афганистане проходили испытания новые и модернизированные образцы военной техники, в том числе артиллерийский радар «Liwiec», 152-мм самоходная гаубица «DANA-T» (модернизированный вариант 152-мм самоходной гаубицы wz.77 «DANA» с системой управления огнем «Topaz»), а также бронетранспортёры KTO Rosomak и медицинские машины Rosomak-WEM на их базе.
Потери польского контингента в Афганистане с начала участия в операции до конца 2014 года составили не менее 40 военнослужащих погибшими и не менее 157 ранеными и травмированными. После 1 января 2015 года потери продолжались, к 23 марта 2018 года они составили 44 военнослужащих погибшими, 361 ранеными и свыше 850 травмированными.
В перечисленные выше потери не включены сведения о финансовых расходах на участие в войне, потерях в технике, вооружении и ином военном имуществе польского контингента в Афганистане. Помимо прямых военных расходов, Польша предоставляла военную помощь Афганистану.
- по официальным данным отчёта правительства Польши в ООН, в виде военной помощи афганской армии в 2003 году было бесплатно передано 70 шт. безоткатных орудий и 36 шт. 82-мм миномётов[19].